# 鈴木このみ
鈴木 このみ（すずき このみ、1996年11月5日 - ）は、日本の女性歌手。大阪府出身。血液型はA型。第5回全日本アニソングランプリ決勝大会グランプリ受賞者。愛称はこのみん。

## 来歴
人見知りと泣き虫を克服するために幼少時より歌とダンスを学び、ミュージカルなどに出演していたが、友人から2008年放送のテレビアニメ『マクロスF』を勧められたことをきっかけに、アニソンシンガーを目指すようになった。
2010年5月4日、第14回ORC200ヴォーカルクイーンコンテストでグランプリ獲得。
2011年、アニマックス主催の第5回全日本アニソングランプリで過去最大の応募総数10,223組の中からグランプリを獲得し、注目を集めた。その後、2012年放送のテレビアニメ『黄昏乙女×アムネジア』のオープニングテーマ「CHOIR JAIL」でメディアファクトリーからプロデビューを果たした。なお、アニソングランプリには前年の第4回大会にも応募していたが、書類選考で落選していたという。
2015年7月18日、オフィシャルファンクラブ「このまにあ!!!」をニコニコチャンネル内に設立。
2016年1月11日、アーティスト活動に専念するために大学を休学して上京していたことを告白。所属レーベルはKADOKAWAのまま、所属事務所をKADOKAWA（旧 メディアファクトリー）からMAGES.（アミュレート）に移籍したことも発表した。
2016年11月5日、20歳の誕生日に「鈴木このみ Birthday Live 2016 ～Cheers!!!」を幕張メッセイベントホールで開催。自身が声優として主演を務めるアニメーション作品の制作がサプライズ発表された。
2017年7月、オフィシャルファンクラブを「このみExplorer」にリニューアル。
2018年、テレビアニメ『LOST SONG』の主人公・リン役で主演声優デビュー。同作より所属レーベルをKADOKAWAから5pb.Records（後のMAGES.）に移す。
2020年1月15日より所属事務所をサイバーエージェントグループのDigital Doubleに移籍した。所属レーベルを再度KADOKAWAに移す。
2020年10月9日、同年12月1日より声帯結節の手術治療のためしばらく休養することを発表した。
2021年1月7日、活動を再開。
2022年6月30日付でDigital Doubleを退所、翌7月1日に個人事務所「株式会社115（）」を設立するとともに、CAT entertainmentとマネジメントの業務提携を締結したことを発表した。

## 人物
3人兄妹の末っ子で、兄が2人いる。目標とするアーティストは、初ライブで衝撃を受けたMay'n。
同じアニソンシンガーの西沢幸奏、MYTH & ROIDの元ボーカリストMayu（前島麻由）とは、プライベートでも仲が良い。
ガールズユニット「9nine」の村田寛奈はデビュー前から親交がある。2016年10月14日開催の「スポーツ・オブ・ハート・ミュージックフェス2016」では、同じステージでの出演を果たしている。
ハローキティの大ファン。2016年6月19日には、サンリオピューロランドにて「鈴木このみ スペシャルライブ ～ハロー！キティちゃん～ in サンリオピューロランド」を開催し、念願の共演を実現させた。

## ディスコグラフィ
最高位は、オリコンウィークリーチャートに基づく。

### シングル
|        | 発売日         | タイトル                                                 | 規格品番   | 規格品番   | 最高位 |
| CD+DVD | 発売日         | タイトル                                                 | CD         |            | 最高位 |
| ------ | -------------- | -------------------------------------------------------- | ---------- | ---------- | ------ |
| 1st    | 2012年4月25日  | CHOIR JAIL                                               |            | ZMCZ-7835  | 34位   |
| 2nd    | 2012年11月21日 | DAYS of DASH                                             | ZMCZ-8232  | 28位       |        |
| 3rd    | 2013年2月27日  | 夢の続き                                                 | ZMCZ-8233  | 34位       |        |
| 4th    | 2013年8月28日  | 私がモテないのはどう考えてもお前らが悪い ／Tears BREAKER | ZMCZ-8798  | ZMCZ-8799  | 23位   |
| 5th    | 2013年11月27日 | AVENGE WORLD ／世界は疵を抱きしめる                      |            | ZMCZ-8911  | 47位   |
| 6th    | 2014年5月21日  | This game                                                | ZMCZ-9306  | ZMCZ-9307  | 13位   |
| 7th    | 2014年11月19日 | 銀閃の風                                                 | ZMCZ-9717  | ZMCZ-9718  | 31位   |
| 8th    | 2015年2月18日  | Absolute Soul                                            | ZMCZ-9897  | ZMCZ-9898  | 25位   |
| 9th    | 2016年1月27日  | Beat your Heart                                          | ZMCZ-10445 | ZMCZ-10446 | 47位   |
| 10th   | 2016年5月11日  | Redo                                                     | ZMCZ-10603 | ZMCZ-10604 | 21位   |
| 11th   | 2016年8月3日   | Love is MY RAIL                                          | ZMCZ-10787 | ZMCZ-10788 | 52位   |
| 12th   | 2017年2月22日  | カオスシンドローム                                       | ZMCZ-10966 | ZMCZ-10967 | 58位   |
| 13th   | 2017年5月24日  | Blow out                                                 | ZMCZ-11125 | ZMCZ-11126 | 28位   |
| #      | 2018年3月28日  | アルカテイル                                             |            | KSLA-0146  | 66位   |
| 14th   | 2018年5月23日  | 歌えばそこに君がいるから                                 | USSW-0094  | USSW-0095  | 41位   |
| 15th   | 2018年10月24日 | 蒼の彼方                                                 | USSW-0131  | USSW-0132  | 68位   |
| 16th   | 2019年5月8日   | 真理の鏡、剣乃ように                                     | USSW-0166  | USSW-0167  | 36位   |
| 17th   | 2020年7月29日  | Theater of Life                                          |            | ZMCZ-14171 | 30位   |
| 18th   | 2020年8月26日  | Realize                                                  | ZMCZ-14011 | 38位       |        |
| 19th   | 2020年9月2日   | 舞い降りてきた雪                                         | DDCD-0001  | 92位       |        |
| 20th   | 2021年5月7日   | Bursty Greedy Spider                                     | ZMCZ-14787 | 15位       |        |
| 21st   | 2021年8月25日  | Missing Promise                                          | USSW-0310  | USSW-0309  | 34位   |
| 22nd   | 2021年11月5日  | 命の灯火                                                 |            | ZMCZ-15061 | 71位   |
| #      | 2022年7月6日   | Now or Never!                                            | TPCV-1008  | 54位       |        |
| 23rd   | 2022年10月26日 | Love? Reason why!!                                       | ZMCZ-16141 | 99位       |        |
| 24th   | 2023年10月25日 | 頑張れと叫ぶたび                                         | ZMCZ-17031 | 圈外       |        |

### 配信限定シングル
| 発売日         | タイトル                                          | 備考                                  |
| -------------- | ------------------------------------------------- | ------------------------------------- |
| 2014年9月1日   | アニサマ10thスペシャルメドレー（スタジオREC.Ver） | 2014年12月31日までの限定配信          |
| 2014年12月17日 | 銀閃の風-チェロとピアノのために                   | 7thシングル表題曲のアレンジバージョン |
| 2015年6月3日   | 真聖輝のメタモルフォシス                          |                                       |
| 2015年6月17日  | 真聖輝のメタモルフォシス duet ver.                | 田村直美とのデュエットバージョン      |
| 2022年3月9日   | Glorious Day                                      |                                       |
| 2024年1月11日  | 白花                                              |                                       |
| 2024年2月29日  | 「Hakka」                                         | 「白花」の英語バージョン              |
| 2024年7月19日  | Resurrection                                      |                                       |
| 2024年10月3日  | Reweave                                           |                                       |
| 2024年12月2日  | Reweave（English Version）                        | 「Reweave」の英語バージョン           |

### アルバム
|            | 発売日         | タイトル           | 規格品番   | 規格品番   | 最高位 |
| 初回限定盤 | 発売日         | タイトル           | 通常盤     |            | 最高位 |
| ---------- | -------------- | ------------------ | ---------- | ---------- | ------ |
| 1st        | 2014年2月26日  | 17                 | ZMCZ-9123  | ZMCZ-9124  | 34位   |
| 2nd        | 2015年3月4日   | 18 -Colorful Gift- | ZMCZ-9900  | ZMCZ-9901  | 32位   |
| ミニ       | 2015年10月16日 | 18 -MORE-          |            | ZMCZ-10273 | 48位   |
| 3rd        | 2017年3月8日   | lead               | ZMCZ-10978 | ZMCZ-10979 | 31位   |
| ベスト     | 2017年12月20日 | LIFE of DASH       |            | ZMCZ-11835 | 45位   |
| 4th        | 2019年11月6日  | Shake Up!          | USSW-0207  | USSW-0208  | 42位   |
| 5th        | 2022年5月25日  | ULTRA FLASH        | ZMCZ-15571 | ZMCZ-15572 | 50位   |

### タイアップ曲
| 楽曲                                     | タイアップ                                                                      | 時期   |
| ---------------------------------------- | ------------------------------------------------------------------------------- | ------ |
| CHOIR JAIL                               | テレビアニメ『黄昏乙女×アムネジア』オープニングテーマ                           | 2012年 |
| DAYS of DASH                             | テレビアニメ『さくら荘のペットな彼女』エンディングテーマ                        | 2012年 |
| 夢の続き                                 | テレビアニメ『さくら荘のペットな彼女』オープニングテーマ                        | 2012年 |
| 運命のEngagement                         | オンラインゲーム『エンゲージナイツ〜新約英雄大戦〜』主題歌                      | 2013年 |
| 私がモテないのはどう考えてもお前らが悪い | テレビアニメ『私がモテないのはどう考えてもお前らが悪い!』オープニングテーマ     | 2013年 |
| AVENGE WORLD                             | テレビアニメ『フリージング ヴァイブレーション』オープニングテーマ               | 2013年 |
| 世界は疵を抱きしめる                     | テレビアニメ『フリージング ヴァイブレーション』エンディングテーマ               | 2013年 |
| This game                                | テレビアニメ『ノーゲーム・ノーライフ』オープニングテーマ                        | 2014年 |
| 銀閃の風                                 | テレビアニメ『魔弾の王と戦姫』オープニングテーマ                                | 2014年 |
| 竜星鎮魂歌                               | テレビアニメ『魔弾の王と戦姫』第10話エンディングテーマ                          | 2014年 |
| Absolute Soul                            | テレビアニメ『アブソリュート・デュオ』オープニングテーマ                        | 2015年 |
| 真聖輝のメタモルフォシス                 | ニンテンドー3DSゲーム『STELLA GLOW』主題歌                                      | 2015年 |
| Beat your Heart                          | テレビアニメ『ブブキ・ブランキ』オープニングテーマ                              | 2016年 |
| Redo                                     | テレビアニメ『Re:ゼロから始める異世界生活』オープニングテーマ                   | 2016年 |
| Tears BREAKER                            | トレーディングカードゲーム『アンジュ・ヴィエルジュ』主題歌                      | 2016年 |
| Love is MY RAIL                          | テレビアニメ『アンジュ・ヴィエルジュ』オープニングテーマ                        | 2016年 |
| BE THE ONE                               | スマートフォンゲーム『逆襲のファンタジカ: ブラッドライン』主題歌                | 2016年 |
| カオスシンドローム                       | テレビアニメ『CHAOS;CHILD』エンディングテーマ                                   | 2017年 |
| yell!〜くちびるからはじまる魔法〜        | PS4/Vitaゲーム『Re:ゼロから始める異世界生活 -DEATH OR KISS-』オープニングテーマ | 2017年 |
| 全部君がいたから知ったんだ               | スマートフォンゲーム『天華百剣 -斬-』主題歌                                     | 2017年 |
| 全部君がいたから知ったんだ               | 読売テレビ系『浜ちゃんが!』2017年2月・3月度エンディングテーマ                   | 2017年 |
| Moment                                   | テレビ東京系『アニメマシテ』2017年3月度エンディングテーマ                       | 2017年 |
| Blow out                                 | テレビアニメ『ロクでなし魔術講師と禁忌教典』オープニングテーマ                  | 2017年 |
| THERE IS A REASON                        | 劇場アニメ『ノーゲーム・ノーライフ ゼロ』テーマソング                           | 2017年 |
| 東のシンドバッド                         | スマートフォンゲーム『神式一閃 カムライトライブ』主題歌                         | 2017年 |
| My Days                                  | スマートフォンゲーム『永遠の7日』主題歌                                         | 2017年 |
| 歌えばそこに君がいるから                 | テレビアニメ『LOST SONG』オープニングテーマ                                     | 2018年 |
| アルカテイル                             | PCゲーム『Summer Pockets』メインテーマソング                                    | 2018年 |
| Lasting Moment                           | PCゲーム『Summer Pockets』エンディングテーマ                                    | 2018年 |
| 蒼の彼方                                 | テレビアニメ『ソラとウミのアイダ』エンディングテーマ                            | 2018年 |
| Sparking light                           | スマートフォンゲーム『デジモン:相遇』主題歌                                     | 2018年 |
| aNubis                                   | PS4/Nintendo Switchゲーム『ROBOTICS;NOTES DaSH』挿入歌                          | 2019年 |
| Relight                                  | パチスロ『Re:ゼロから始める異世界生活』収録曲                                   | 2019年 |
| Chant de Romance                         | スマートフォンゲーム『グリモアA〜私立グリモワール魔法学園〜』主題歌             | 2019年 |
| 真理の鏡、剣乃ように                     | テレビアニメ『この世の果てで恋を唄う少女YU-NO』現世編エンディングテーマ         | 2019年 |
| ANTHER REAL                              | スマートフォンゲーム『Witch's Weapon -魔女兵器-』主題歌                         | 2019年 |
| MOTHER                                   | テレビアニメ『この世の果てで恋を唄う少女YU-NO』異世界編オープニングテーマ       | 2019年 |
| アスタロア                               | PCゲーム『Summer Pockets REFLECTION BLUE』オープニングテーマ                    | 2020年 |
| Theater of Life                          | テレビアニメ『デカダンス』オープニングテーマ                                    | 2020年 |
| Realize                                  | テレビアニメ『Re:ゼロから始める異世界生活』第2期オープニングテーマ              | 2020年 |
| 舞い降りてきた雪                         | テレビアニメ『恋とプロデューサー〜EVOL×LOVE〜』エンディングテーマ               | 2020年 |
| Bursty Greedy Spider                     | テレビアニメ『蜘蛛ですが、なにか？』後期オープニングテーマ                      | 2021年 |
| Crossroads                               | ブラウザゲーム『Re:ゼロから始める異世界生活 禁書と謎の精霊』主題歌              | 2021年 |
| Missing Promise                          | テレビアニメ『ひぐらしのなく頃に卒』エンディングテーマ                          | 2021年 |
| 命の灯火                                 | テレビアニメ『Deep Insanity THE LOST CHILD』オープニングテーマ                  | 2021年 |
| Mirror,Mirror,Mirror                     | スマートフォンゲーム『Re:ゼロから始める異世界生活 Lost in Memories』主題歌      | 2021年 |
| 花傾奇                                   | パチンコ『P真・花の慶次3』収録曲                                                | 2022年 |
| PROUD STARS                              | テレビアニメ『真・一騎当千』主題歌                                              | 2022年 |
| Grolious Day                             | スマートフォンゲーム『プラオレ! 〜SMILE PRINCESS〜』主題歌                      | 2022年 |
| メロディックロードムービー               | 劇場アニメ『異世界かるてっと 〜あなざーわーるど〜』テーマソング                 | 2022年 |
| Now or Never!                            | 特撮Webドラマ『ウルトラギャラクシーファイト 運命の衝突』主題歌                  | 2022年 |
| Love? Reason why!!                       | テレビアニメ『恋愛フロップス』オープニングテーマ                                | 2022年 |
| Secret Code                              | テレビアニメ『スパイ教室』エンディングテーマ                                    | 2023年 |
| White Reaper                             | スマートフォンゲーム『ブラウンダスト2』イメージソング                           | 2023年 |
| 頑張れと叫ぶたび                         | テレビアニメ『ブルバスター』エンディングテーマ                                  | 2023年 |
| アタラシイ愛シカタ                       | スマートフォンゲーム『ダークテイルズ〜鏡と狂い姫〜』半周年記念PRソング          | 2023年 |
| 白花                                     | テレビアニメ『異修羅』エンディングテーマ                                        | 2024年 |
| Resurrection                             | スマートフォンゲーム『Re:ゼロから始める異世界生活 Witch’s Re:surrection』主題歌 | 2024年 |
| Reweave                                  | テレビアニメ『Re:ゼロから始める異世界生活』第3期オープニングテーマ              | 2024年 |
| アルカテイル                             | テレビアニメ『Summer Pockets』オープニングテーマ                                | 2025年 |
| Lasting Moment                           | テレビアニメ『Summer Pockets』エンディングテーマ                                | 2025年 |
| フィニステラー                           | テレビアニメ『Summer Pockets』オープニングテーマ                                | 2025年 |
| 漢の戦、風流なれ                         | パチンコ『花の慶次～黄金の一撃』収録曲                                          | 2025年 |

### 歌手参加作品
- DRAGON GUARDIAN『THE BEST OF DRAGON GUARDIAN SAGA』（2012年12月12日）
  - 「追憶の黒き魔剣士」
- 「The Galaxy Express 999」（2013年5月16日）
  - 「The Galaxy Express 999」 - 『Animelo Summer Live 2013 -FLAG NINE-』テーマ曲
- 「ONENESS」（2014年5月13日）
  - 「ONENESS」 - 『Animelo Summer Live 2014 -ONENESS-』テーマ曲
- 「ZERO/Endless NOVA performed by AG7」（2014年7月23日）[23]
  - 「Endless NOVA」AG7（喜多修平/HIMEKA/佐咲紗花/河野マリナ/鈴木このみ/岡本菜摘/小林竜之） - テレビアニメ『最強銀河 究極ゼロ 〜バトルスピリッツ〜』エンディングテーマ
- GILLE『I AM GILLE.4 〜Anime Song Anthems〜』（2015年3月4日）
  - 「林檎もぎれビーム!」
- 「ハジマレ, THE GATE!!」（2015年5月13日）
  - 「ハジマレ, THE GATE!!」 - 『Animelo Summer Live 2015 -THE GATE-』テーマ曲
- 「NEVER-END TALE」（2015年8月19日）
  - 「NEVER-END TALE」小林竜之、鈴木このみ - テレビアニメ『FAIRY TAIL』オープニングテーマ
- マキタスポーツ presents Fly or Die『矛と盾』（2016年1月20日）
  - 「残響FANATIC BRAVE HEART」featuring 鈴木このみ
- Q-MHz『Q-MHz』（2016年1月27日）
  - 「「ごめんね」のシンデレラ」featuring 鈴木このみ
  - 「星の名は絶望」featuring 鈴木このみ
- 「PASSION RIDERS」（2016年4月26日）
  - 「PASSION RIDERS」 - 『Animelo Summer Live 2016 刻-TOKI-』テーマ曲
- 「NO SONG NO LIFE」（2017年7月12日） - ノーゲーム・ノーライフ コンプリートソングス
  - 「オラシオン」（鈴木このみアレンジカバーver）
  - 「This game」 - TVアニメ「ノーゲーム・ノーライフ」オープニングテーマ
  - 「THERE IS A REASON」 - 映画「ノーゲーム・ノーライフ ゼロ」テーマソング
- 「翼を持つ者 〜Not an angel Just a dreamer〜」（2017年10月25日）
  - 「翼を持つ者 〜Not an angel Just a dreamer〜」　- 日本動画協会「アニメNEXT_100」プロジェクト公式ソング[注 2]
- 『LOST SONG Blu-ray BOX 〜Full Orchestra〜 特典CD』（2018年9月26日）
  - 「歌えばそこに君がいるから 〜Song for you〜」
  - 「歌えばそこに君がいるから 〜きっとまた逢える〜」
- 『『ROBOTICS;NOTES DaSH』オリジナル・サウンドトラック』（2019年2月13日）
  - 「aNubis」 -  PS4/Nintendo Switchゲーム『ROBOTICS;NOTES DaSH』挿入歌
- 『アスタロア/青き此方/夏の砂時計』（2020年9月25日）
  - 「アスタロア」
- 『Grimoire Re:Cord Project♪ Chant Collection』（2021年1月15日）
  - 「Chant de Romance」
- 『電音部 ベストアルバム -シーズン.1- The Lights 完全生産限定盤』（2022年6月29日）
  - 「CHAMPION GIRL（鈴木このみ ver.）」
- She is Legend（XAI、鈴木このみ[24]、Ayumu（Serenity In Murder））『Job for a Rockstar』（2022年12月14日）
  - 「Burn My Soul」
  - 「Dance! Dance! Dance!」
  - 「ありふれたBattle Song 〜いつも戦闘は面倒だ〜」
  - 「Pain in Rain」
  - 「オーバーキル」
  - 「過眠症」
  - 「War Alive 〜時にはやぶれかぶれに〜」
  - 「Muramasa Blade!」
  - 「終末のヒーロー」
  - 「Judgement Day」
  - 「Goodbye Innocence」
- 『バンドリ！ ガールズバンドパーティ！ カバーコレクション Vol.8』（2023年9月6日）[25]
  - 「DAYS of DASH」（Poppin'Party × 鈴木このみ）
- She is Legend（XAI、鈴木このみ[24]、Ayumu（Serenity In Murder）） 2ndアルバム『春眠旅団』（2024年3月27日）[26]
  - 「春眠旅団」
  - 「Heartbreak Syndrome」
  - 「死にゆく季節でぼくは」
  - 「Long Long Spell」
  - 「Popcorn N’ Roses」
  - 「Thank you for playing 〜あなたに出会えてよかった〜」
  - 「How's everything」
  - 「Autumn Howl」
  - 「放課後のメロディ」
  - 「World We Changed」
  - 「起死廻生」
  - 「さよならの速度」
- 『アズールレーン ボーカルコレクション Vol.1』（2024年9月9日）
  - 「Defiant Dolls」 - スマートフォン向けアプリゲーム『アズールレーン』日本版4周年主題歌
- 『TVアニメ「Re:ゼロから始める異世界生活」Remakeアルバム』（2025年3月13日）
  - 「あなたの知らないこと」
- 『フィニステラー/魔法の絵日記』（2025年10月1日）
  - 「フィニステラー」

### キャラクターソング
| 発売日        | 商品名                                                               | 歌                                             | 楽曲 | 備考                            |
| ------------- | -------------------------------------------------------------------- | ---------------------------------------------- | --- | ------------------------------- |
| 2018年9月26日 | LOST SONG Blu-ray BOX 〜Full Orchestra〜 特典CD                      | リン（鈴木このみ）                             | 「想いの翼」 「癒しの歌 〜深い森の中で〜」 「癒やしの歌 〜アルのために〜」 「風の理 〜チカラの目覚め〜」 「風の理 〜守るために〜」 | テレビアニメ『LOST SONG』挿入歌 |
| 2018年9月26日 | LOST SONG Blu-ray BOX 〜Full Orchestra〜 特典CD                      | リン（鈴木このみ）、モニカ・ルックス（芹澤優） | 「癒やしの歌 〜悲しみの向こうで〜」 「風の理 〜壁を越えて〜」 「大地に抱かれ」                                                     | テレビアニメ『LOST SONG』挿入歌 |
| 2018年9月26日 | LOST SONG Blu-ray BOX 〜Full Orchestra〜 特典CD                      | リン（鈴木このみ）、フィーニス（田村ゆかり）   | 「癒しの歌 〜星に歌えば〜」 「LOST SONG」                                                                                          | テレビアニメ『LOST SONG』挿入歌 |
| 2018年9月26日 | LOST SONG Blu-ray BOX 〜Full Orchestra〜 アニメイト&ゲーマーズ特典CD | リン（鈴木このみ）                             | 「風の理」 | テレビアニメ『LOST SONG』挿入歌 |

## 出演

### テレビ番組
- アニメソング史上最大の祭典〜アニメロサマーライブ〜（NHK BSプレミアム）
  - 2014 Vol.5（2014年12月14日/メドレー（This game・CHOIR JAIL・私がモテないのはどう考えてもお前らが悪い・DAYS of DASH）、Hacking to the Gate（いとうかなことの共演歌唱）
  - 2015 Vol.2（2015年11月22日/コネクト（春奈るなとの共演歌唱）、Absolute Soul(THE GATE LIVE Ver）（OxTとの共演歌唱））
  - 2016 Vol.4（2016年12月4日/Beat your Heart）
  - 2017 Vol.1（2017年11月19日/This Game、空色デイズ（西沢幸奏との共演歌唱））
- アニソンCLUB!（BSフジ、2015年7月6日 - 2016年12月23日）
- ゴッドタン（テレビ東京、2015年9月13日）
- アニゲー☆イレブン!（BS11、2016年1月21日、2016年12月29日）
- ジャパコン特番 アニソンシンガー鈴木このみ/19歳の決意（2016年1月26日 BSフジ）
  - ジャパコン特別編 鈴木このみ 20歳の約束（2017年2月7日）
  - 鈴木このみ ～夢へ繋ぐ今～（2017年11月5日）
  - 鈴木このみ ～Remember Days～（2018年2月10日）
  - 鈴木このみ ～LIVE of DASH～（2018年10月7日）
  - 鈴木このみ22歳、アイルランドへ（2019年10月12日）
- アニソンヒストリージャパン完全版（NHK BSプレミアム、2016年5月1日/This game、only my railgun（川田まみとの共演歌唱））
- アニメマシテ（テレビ東京、2016年5月10日、2017年3月7日）
- 鈴木このみ 20歳 BIRTHDAY LIVE COUNTDOWN（TOKYO MX、2016年7月3日 - 10月25日）
- musicる TV（テレビ朝日、2017年2月27日）
- アニ☆ステ（日本テレビ、2017年12月11日、2018年4月6日・5月24日）
- 鈴木のこのみ（TOKYO MX、2019年4月8日 - 6月24日）

### テレビアニメ
- 黄昏乙女×アムネジア（2012年、ウェイトレス）
- LOST SONG（2018年、リン[27]）
- Summer Pockets（2025年、イナリ[28][29]）

### ゲーム
- アンジュ・ヴィエルジュ 〜第2風紀委員 ガールズバトル〜（2013年、鈴木このみ[30]）
- 逆襲のファンタジカ: ブラッドライン（2016年、月輪の唄巫 コノミ）
- Summer Pockets（2018年、イナリ）
- Summer Pockets REFLECTION BLUE（2020年、イナリ[31]）

### ラジオ
- お試しラジオ「鈴木このみのこんなんでええんちゃう?」（2013年、YouTube）
- 鈴木このみのぼっちがぼちぼちやるラジオ（2015年 - 2016年、ニコニコ生放送）
- A&G ARTIST ZONE THE CATCH（2016年 - 2017年、超!A&G+）
- 鈴木このみのお昼どうする〜?（2017年 - 2019年、文化放送・超!A&G+）
- 鈴木このみと久野美咲のLOST SONG RADIO（2017年 - 2018年、HiBiKi Radio Station・音泉）[32]
- 鈴木このみ Shake Up! Radio（2019年、JFN PARK）

### ライブ・イベント
- Animelo Summer Live 2017 -THE CARD-（2017年8月25日、さいたまスーパーアリーナ（埼玉県））ゲスト出演
- Music B.B.Presents アニソンB.B.（2017年12月28日、TSUTAYA O-EAST（東京都））ゲスト出演
- DENGEKI 25th Anniversary DENGEKI MUSIC LIVE!! 2018（2018年1月8日、幕張メッセ イベントホール（千葉県））ゲスト出演
- ANIMAX MUSIX 2018 OSAKA（2018年3月3日、大阪城ホール（大阪府））ゲスト出演
- Animelo Summer Live 2019 -STORY-（2019年8月30日、さいたまスーパーアリーナ（埼玉県））ゲスト出演[33]
- ANIMAX MUSIX 2019 KOBE supported by スカパー！ DAY2（2019年10月27日、ワールド記念ホール（兵庫県））ゲスト出演
- ANIMAX MUSIX 2021 ONLINE supported by U-NEXT DAY2（2021年1月31日、有明アリーナ（無観客）（東京都））ゲスト出演
- Animelo Summer Live 2021 -COLORS- DAY3（2021年8月29日、さいたまスーパーアリーナ（埼玉県））ゲスト出演
- 京 Premium Live 2021（2021年12月11日、ロームシアター京都（京都府））ゲスト出演
- KADOKAWA ARTIST LIVE ON STAGE（2022年5月14日、Zepp DiverCity（TOKYO）（東京都））ゲスト出演
- Animelo Summer Live 2022 -Sparkle- DAY1（2022年8月26日、さいたまスーパーアリーナ（埼玉県））ゲスト出演
- ANISAMA SYMPHONIC NIGHT 2022  hosted by 京まふ＆Ani Love KYOTO（2022年9月17日（予定）、ロームシアター京都）ゲスト出演
- ANIMAX MUSIX 2022 Part1（2022年11月19日（予定）、横浜アリーナ（神奈川県））ゲスト出演